# Papy fait de la résistance
Papy fait de la résistance è un film del 1983 diretto da Jean-Marie Poiré.
Criticato molto severamente dalla stampa francese alla sua uscita, Papy fait de la résistance si rivelò nondimeno un successo con 4 milioni di spettatori. Nel corso degli anni, è diventato un film di culto in Francia.
Il film è dedicato alla memoria di Louis de Funès, che doveva avere il ruolo di Papy o del fratellastro di Hitler, ma morì il 27 gennaio 1983 all'inizio del progetto. Michel Galabru prese il ruolo di Papy e Jacques Villeret quello del fratellastro di Hitler. Lo stesso regista sostiene che "se de Funès non avesse accettato di farlo, non avremmo iniziato la sceneggiatura".
Il film è inedito in Italia.

## Distribuzione

### Data di uscita
Il film è uscito nelle sale francesi a partire dal 26 ottobre 1983, mentre in Italia è inedito.

## Accoglienza

### Incassi
Il film è stato un gran successo con un totale di oltre quattro milioni di spettatori. Negli anni duemiladieci, l'esatto cumulo del film è di 4.104.082 spettatori.